# Little Non
Little Non（リトル・ノン）は、日本の音楽バンドである。オタク系バンドの急先鋒として知られる。所属事務所はソルブレイドで、所属レコード会社はランティス。

## メンバー
- NOZOMI （女性 / ボーカル / 7月13日生まれ）身長153cm 母は漫画家の永野のりこ[1]
- 谷島シュン（男性 / ギター / 8月31日生まれ）
- 親分福田（おやぶんふくだ / 男性 / ベース / 3月31日生まれ）
- 大生伊藤（だいなまいとう / 男性 / ドラム / 8月16日生まれ）

## 来歴
2000年6月15日に結成される。ライブハウスデビューは2001年4月22日とされる。2回目のライブハウス登場は約1年後の2002年4月14日であった。2002年・2003年のライブハウス登場回数は、確認できたものだけでそれぞれ5回・3回である。並行して原宿などでストリートライブを敢行する。
現在のメンバーとなったのは2003年であり、翌年の2004年から活動状況が一変する。2004年2月15日のライブ以降は、ほぼ月1回のペースでライブハウスへ出演し活動が本格化される。更には2004年3月27日から、夕刻の秋葉原を起点・本拠地としてストリートライブを開始する。当初の集客は少なかったが、次第に注目を集め急速に客足を伸ばす。その後、日曜の秋葉原歩行者天国を利用したストリートライブとして時間帯を昼・夜の二部構成に変更したところ、路上に100人を超える観客が集まり大盛況となった。同時にライブハウスでも徐々に観客動員数を伸ばす。
リトル・ノンは秋葉原発の初の本格的バンドと言われるが、いわゆる「オタク系」「アキバ系」「萌え」などの要素が特徴としてみられるだけではなく、そういった要素を巧みに昇華して、上質のポップ・ロック・歌謡曲という独特の世界観を創り上げている。
こうした活動の方向性・姿勢が一般への露出の増加に繋がったのか、マスメディアの注目も集め、いくつかの雑誌や書籍やウェブサイトに紹介記事が掲載される。2005年4月から9月まで雑誌「ネットランナー」にノゾミの4コママンガの連載が掲載されていた。また、2005年5月1日・5月15日には秋葉原の空ビル１階部分を利用した無料ライブを実施する。2005年5月22日に渋谷 RUIDO K2にて初のワンマンライブを開催した。
2005年6月1日、とらのあなより自主制作CDを発売する。このCDはとらのあな秋葉原店とインターネット通販にて購入が可能だった（2010年7月現在もライブ会場等にて購入可能）。
なお、ここまでの活動はあくまでアマチュア活動であり、音楽事務所などに所属してのインディーズ活動は全く行っていない。従ってこの頃の活動は「ストリート時代」と呼ばれている。
秋葉原歩行者天国での路上アーティストの活動の規制が強化され、ストリートライブの実施が困難になってからは、主に日曜夕刻・プロモーション活動後に「秋葉原お掃除大会」を実施している。これまでも集うファンと共にストリートライブ終了後は会場周辺の清掃は必ず行って来た彼らだったが、徐々に規模を拡大していた。
そして2005年10月26日、初のシングル「あきらめないで」を発売してメジャーデビューを果たした。初登場のオリコン週間シングルチャートで、28位を記録する。また、セカンドシングル「サンバdeサンタ！」は、初登場オリコン週間シングルチャートで、30位を獲得した。
2006年4月26日、初のアルバム「桃色夜行列車」を発売する。同時にインターネットラジオ「Little Nonのレッツゴー☆ハッピー」の配信も開始する。
2007年4月8日からは、ラジオ関西にて初の地上波ラジオのレギュラー「Little Nonのレッツゴー☆ハッピー 〜秋葉原万歳編〜」が放送開始になる。これをきっかけとして、積極的に関西方面のブッキング・ライブにも出演し始めており活動範囲を広げた。
2007年10月12日には、初の両A面シングル「ハナマル☆センセイション / 愛情◎エデュケイション」を発売。所属レコード会社もランティスに移籍した。
2010年12月22日 諸般の事情により、2011年2月28日に解散されることが、公式HPより発表された。
2020年3月19日、KT ZEPP YOKOHAMAで行われる予定であったライブイベント『ススメ★萌でんぱ少年!! 大復活祭 2020!! 〜過ぎさりし萌をもとめて』へLittle Nonとして出演する予定だったが、新型コロナウイルスの影響によりイベントの開催自体が延期を余儀なくされ、一度は7月22日に開催とアナウンスされるも、再び2021年2月18日へ延期となったが、今度は延期されることなく無事開催され、10年ぶりに再集結を果たした。また、この模様は有料で生配信された。

## ディスコグラフィ

### オリジナルアルバム
1. 桃色夜行列車
  1. 桃色夜行列車
  2. 少年気流
  3. 赤い自転車
  4. 止まらない雨
  5. サクラサク
  6. サンバdeサンタ！
  7. チュピ♡チュパ
  8. レッツゴーハッピー
  9. さぁ伝えよう
  10. 愛が逃げるの
  11. あきらめないで
  12. 明日また会おうね

  - 2006年4月26日発売 / YFCA-1706 / Three Fat Samurai

### ベストアルバム
1. Little Non THE BEST
  1. あきらめないで（2009 New Mix Version）
  2. サンバdeサンタ！（2009 New Mix Version）
  3. サクラサク（2009 New Mix Version）
  4. 素直になれない（2009 New Mix Version）
  5. ハナマル☆センセイション
  6. 愛情◎エデュケイション
  7. ノゾミ∞カナエ
  8. タツマキWAVE
  9. Sweet Love Flag
  10. 冒険記録
  11. 深呼吸
  12. 1,2,3 Day
  13. Juicy Extacy
  14. bloooomin'
  15. Little Hope

  - 2009年11月25日発売 / LASA-5029 / GloryHeaven

### シングル
|    | 発売日         | タイトル 販売元                                                    | 収録曲 | 規格品番  | 備考                 |
| -- | -------------- | ------------------------------------------------------------------ | --- | --------- | -------------------- |
| 1  | 2005年10月26日 | あきらめないで Three Fat Samurai                                   | 1. あきらめないで - テレビアニメ『はっぴぃセブン 〜ざ・テレビまんが〜』オープニングテーマ 2. 止まらない雨 3. 明日また会おうね 4. あきらめないで（instrumental） | YFCM-3701 |                      |
| 2  | 2005年11月16日 | サンバdeサンタ! Three Fat Samurai                                  | 1. サンバdeサンタ! - OVA『いつだってMyサンタ!』挿入歌 2. おねえさまへ… 3. 真冬のこねこ 4. サンバdeサンタ!（instrumental） | YFCM-3703 |                      |
| 3  | 2006年2月8日   | サクラサク Three Fat Samurai                                       | 1. サクラサク - テレビアニメ『落語天女おゆい』オープニングテーマ 2. 少女椿 3. 百合色 4. サクラサク（instrumental） | YFCM-3704 |                      |
| 4  | 2007年10月12日 | ハナマル☆センセイション／愛情◎エデュケイション Mellow Head         | 1. ハナマル☆センセイション - テレビアニメ『こどものじかん』エンディングテーマ 2. 愛情◎エデュケイション - OVA『こどものじかん』エンディングテーマ 3. ハナマル☆センセイション（instrumetal） 4. 愛情◎エデュケイション（instrumental）                                                                               | LHCM-1037 |                      |
| 5  | 2008年2月27日  | ノゾミ∞カナエ Mellow Head                                          | 1. ノゾミ∞カナエ - 『どうぶつ奇想天外!』2008年4月〜9月度エンディングテーマ 2. ぼくっこ - 『ティアラジオ』2008年3月度エンディングテーマ 3. ノゾミ∞カナエ（instrumental） 4. ぼくっこ（instrumental） | LHCM-1040 |                      |
| 6  | 2008年8月6日   | タツマキWAVE Mellow Head                                           | 1. タツマキWAVE - OVA『絶対衝激 〜PLATONIC HEART〜』オープニングテーマ 2. ツイオク 3. タツマキWAVE（instrumental） 4. ツイオク（instrumental） | LHCM-1042 |                      |
| 7  | 2008年10月11日 | Sweet Love Flag／Cheer Up! Lantis                                  | 1. Sweet Love Flag - PCゲーム『ホームメイドスイーツ』オープニングテーマ 2. Cheer Up! - PCゲーム『ホームメイド -Homemaid-』オープニングテーマ・カバー 3. Sweet Love Flag（instrumental） 4. Cheer Up!（instrumental）                                                                                              | LZM-2010  | イベント会場限定発売 |
| 8  | 2008年11月27日 | 冒険記録 Mellow Head                                               | 1. 冒険記録 - テレビアニメ『バトルスピリッツ 少年突破バシン』エンディングテーマ 2. 深呼吸 - テレビアニメ『バトルスピリッツ 少年突破バシン』挿入歌 3. 冒険記録（off vocal） 4. 深呼吸（off vocal） | LHCM-1046 |                      |
| 9  | 2009年1月21日  | 1,2,3 Day Mellow Head                                              | 1. 1,2,3 Day - OVA『こどものじかん 2学期』エンディングテーマ 2. LOVE STUDY DAYS - Webラジオ『こじからじお 2学期』エンディングテーマ 3. 1,2,3 Day（instrumental） 4. LOVE STUDY DAYS（instrumental） | LHCM-1050 |                      |
| 10 | 2009年2月25日  | Juicy Extacy Mellow Head                                           | 1. Juicy Extacy - テレビアニメ『アキカン!』後期オープニングテーマ 2. Dreaming, Dreaming, Smiling 3. Juicy Extacy（off vocal） 4. Dreaming, Dreaming, Smiling（off vocal） | LHCM-1052 |                      |
| 11 | 2009年8月5日   | bloooomin' GloryHeaven                                             | 1. bloooomin' - テレビアニメ『咲-Saki-』後期オープニングテーマ 2. 歩行者天国 3. S.O.Dのテーマ2 4. bloooomin'（instrumental） | LASM-4019 |                      |
| 12 | 2010年3月24日  | 君が笑ってくれたから、今日も夢の種を蒔こう。-キミたね- GloryHeaven | 1. 君が笑ってくれたから、今日も夢の種を蒔こう。-キミたね- - PSPゲーム『咲-Saki- Portable』オープニングテーマ 2. 爆発始動レボリューション - PSPゲーム『咲-Saki- Portable』エンディングテーマ 3. 君が笑ってくれたから、今日も夢の種を蒔こう。-キミたね-（instrumental） 4. 爆発始動レボリューション（instrumental） | LASM-4050 |                      |

### コンピレーション
- つよきす〜Cool×Sweet〜コンプリートセレクション
  - 素直になれない
    - テレビアニメ『つよきす Cool×Sweet』オープニングテーマ

  - 2006年8月23日発売 / ZMCZ-2930 / メディアファクトリー
- アキバイブル〜第2章〜
  - レッツゴー☆ハッピー 〜第2章〜
  - 2008年2月8日発売 / ASCM-1002 / キャンディー・リップ・レコード
- 絶対音楽集 〜プラスティックバード〜
  - zero gravity
    - OVA『絶対衝激 〜PLATONIC HEART〜』グランドエンディングテーマ

  - 2008年10月22日発売 / LHCA-5093 / Mellow Head
- ガンダムトリビュート from Lantis
  - FLYING IN THE SKY
    - テレビアニメ『機動武闘伝Gガンダム』前期オープニングテーマ・カバー

  - 2009年12月9日発売 / LACA-5985 / Lantis

### 楽曲提供
- 作詞・作曲・編曲
  - スナオ・プリンセス（水樹奈々）
  - ミサイルレディ（藤田咲）
- 作詞
  - Season of love（中原麻衣）
  - さえづりメイドでつかまえて（宮崎羽衣）

### 自主制作
- メイド・イン・アキバ
  1. Little Non
  2. まだまだ眠れない夜
  3. サクラサク 〜ガンバレ！〜
  4. 月と君と

  - 2005年6月1日発売 / NOZO-0001
- メイド・イン・アキバ2
  1. Sweet Voice
  2. 少女人形（テクノバージョン）
  3. まだまだ眠れない夜（真夜中バージョン）
  4. かもめだより
  5. 赤い自転車（アコースティックバージョン）
  6. サクラサク（ライブバージョン）
  7. あきらめないで（ライブバージョン）

  - 2007年2月14日発売 / YFCM-3601 / Three Fat Samurai

## 出演

### テレビ
- アキバン!バン!バン!

### ラジオ
- Little Nonのアキバラ!!（2010年10月 - 2011年3月、岐阜放送・静岡放送）
- Little Nonノゾミのアキバラ! （2010年10月27日 - 2011年3月、HiBiKi Radio Station）
- Little Nonのレッツゴー☆ハッピー→Little Nonのレッツゴー☆ハッピー 〜秋葉原万歳編〜→Little Nonのレッツゴー☆ハッピー ～のぞみのみ＆おとこのじかん～
- Little Nonノゾミのレッツゴー☆ハッピー～のぞみのみ～